# Julian Golley
Julian Quintin Patrick Golley (* 12. September 1971 in Hammersmith) ist ein ehemaliger britischer Dreispringer.
Bei den Olympischen Spielen 1992 in Barcelona schied er in der Qualifikation aus. 1993 gewann er bei der Universiade Bronze.
1994 wurde er bei den Europameisterschaften in Helsinki Neunter, siegte für England startend bei den Commonwealth Games in Victoria und wurde Zweiter beim Weltcup in London.
1998 scheiterte er bei den Europameisterschaften in Budapest in der ersten Runde und wurde Vierter bei den Commonwealth Games in Kuala Lumpur. Bei den Weltmeisterschaften 1999 in Sevilla kam er nicht über die Qualifikation hinaus, bei den Halleneuropameisterschaften 2000 in Gent wurde er Achter.
1992 wurde er Englischer Meister im Freien und von 1998 bis 2001 viermal in Folge in der Halle.

## Bestleistungen
- Dreisprung: 17,06 m, 10. September 1994, London
  - Halle: 16,76 m, 12. Februar 1994, Glasgow